# 鄭家大屋 (澳門)
鄭家大屋（葡萄牙語：Casa da Cheang），澳葡時期稱文華大屋（葡萄牙語：Casa do Mandarim），為中國近代思想家鄭觀應的故居，與盧家大屋同屬嶺南風格民宅。鄭家大屋位於澳門龍頭左巷，面對阿婆井前地。其建築融合中西特色，現已列入澳門歷史城區。

## 沿革

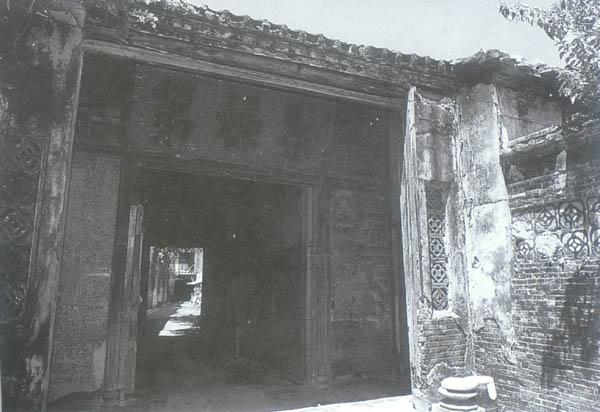
鄭家大屋舊貌

鄭家大屋始建於1869年，由鄭文瑞籌建，其子鄭觀應協助父親興建。其後，孫中山在香港西醫書院學習時，常與鄭觀應在此議論時政，相討救國救民的路徑。在1894年，鄭觀應在此完成《盛世危言》，提出“富強救國”的思想；1907年，鄭觀應完成了《盛世危言後編》。1950年代的鄭家大屋曾分租，高峰期曾住了70多戶人，共300多人。
約在1990年，有發展商從鄭家後人收購了鄭家大屋的屋權。自鄭家後人遷出後，曾被多戶佔據。當中不少文物亦成為賊人的目標，以致破敗不堪。自1991年開始，澳葡政府已跟發展商談判收購鄭家大屋，可惜一直不成功。經多次磋商後，澳門政府終於在2001年成功用“以地易地”的方式，接收了鄭家大屋的業權。2005年，以澳門歷史城區一部份被列入世界文化遺產。
2018年11月，鄭家大屋獲聯合國教科文組織亞太地區世界遺產培訓與研究中心（蘇州）授予「世界遺產青少年教育活動基地」稱號。

## 建築
鄭家大屋的土地總面積為4000平方米，鄭家大屋屬嶺南風格民宅。大宅由兩座四合院式建築組成，並以大內院相連。建築材料以青磚為主，牆基則由花崗石築砌。中式建築特色表現於中式大宅建築格局與屋頂等；而西方特色則表現於古典建築裝飾風格，可見於部分室內天花、門楣窗楣的式樣、檐口線和外牆批盪等。

## 修復工程
自澳門文化局於2001年接管鄭家大屋後，便按“修舊如舊”的原則對大宅進行修復工作。但由於大宅長期失修、亦曾遭嚴重破壞與大量僭建，這都增加了修葺難度。修復工程因應建築物的原有結構，運用同類物料進行修復，盡可能恢復建築物昔日面貌。鄭家大屋於2010年2月中已完成整體修葺工程，全面向公眾開放。